# Partecipanti al Grand Prix Cycliste de Montréal 2022
Elenco dei partecipanti al Grand Prix Cycliste de Montréal 2022.
Il Grand Prix Cycliste de Montréal 2022 è stato l'undicesima edizione della corsa. Alla competizione presero parte 21 squadre: le 18 iscritte all'UCI World Tour 2022, 2 UCI ProTeam e 1 selezione nazionale.
Partenza con 145 ciclisti accreditati.

## Corridori per squadra
Nota: R ritirato, NP non partito, FT fuori tempo, SQ squalificato
| AG2R Citroën Team  | AG2R Citroën Team      | AG2R Citroën Team  | Jumbo-Visma                 | Jumbo-Visma                 | Jumbo-Visma                 | Ineos Grenadiers                   | Ineos Grenadiers                   | Ineos Grenadiers                   |
| ------------------ | ---------------------- | ------------------ | --------------------------- | --------------------------- | --------------------------- | ---------------------------------- | ---------------------------------- | ---------------------------------- |
| N°                 | Ciclista               | Clas.              | N°                          | Ciclista                    | Clas.                       | N°                                 | Ciclista                           | Clas.                              |
| 1                  | Greg Van Avermaet      | 16°                | 11                          | Wout Van Aert               | 2°                          | 21                                 | Geraint Thomas                     | R                                  |
| 2                  | Mikaël Cherel          | R                  | 12                          | Pascal Eenkhoorn            | 65°                         | 22                                 | Eddie Dunbar                       | 69°                                |
| 3                  | Benoît Cosnefroy       | 20°                | 13                          | Tobias Foss                 | 40°                         | 23                                 | Daniel Martínez                    | 25°                                |
| 4                  | Stan Dewulf            | 46°                | 14                          | Christophe Laporte          | 75°                         | 24                                 | Kim Heiduk                         | R                                  |
| 5                  | Aurélien Paret-Peintre | 71°                | 15                          | Timo Roosen                 | R                           | 25                                 | Luke Rowe                          | R                                  |
| 6                  | Michael Schär          | R                  | 16                          | Tosh Van Der Sande          | 56°                         | 26                                 | Ben Swift                          | 64°                                |
| 7                  | Clément Venturini      | R                  | 17                          | N. Van Hooydonck            | 66°                         | 27                                 | Adam Yates                         | 4°                                 |
| UAE Team Emirates  | UAE Team Emirates      | UAE Team Emirates  | Bora-Hansgrohe              | Bora-Hansgrohe              | Bora-Hansgrohe              | Intermarché-Wanty-Gobert Matériaux | Intermarché-Wanty-Gobert Matériaux | Intermarché-Wanty-Gobert Matériaux |
| N°                 | Ciclista               | Clas.              | N°                          | Ciclista                    | Clas.                       | N°                                 | Ciclista                           | Clas.                              |
| 31                 | Tadej Pogačar          | 1°                 | 41                          | Patrick Konrad              | 34°                         | 51                                 | Biniam Girmay                      | R                                  |
| 32                 | George Bennett         | R                  | 42                          | Giovanni Aleotti            | 7°                          | 52                                 | Sven Erik Bystrøm                  | 21°                                |
| 33                 | Rui Costa              | R                  | 43                          | Cesare Benedetti            | 73°                         | 53                                 | Théo Delacroix                     | R                                  |
| 34                 | Alessandro Covi        | R                  | 44                          | Patrick Gamper              | R                           | 54                                 | Andrea Pasqualon                   | R                                  |
| 35                 | Davide Formolo         | R                  | 45                          | Ide Schelling               | R                           | 55                                 | Baptiste Planckaert                | R                                  |
| 36                 | Ryan Gibbons           | R                  | 46                          | Frederik Wandahl            | 30°                         | 56                                 | Loïc Vliegen                       | R                                  |
| 37                 | Diego Ulissi           | 17°                | 47                          | Ben Zwiehoff                | 41°                         | 57                                 | Georg Zimmermann                   | 14°                                |
| Bahrain Victorious | Bahrain Victorious     | Bahrain Victorious | Quick-Step Alpha Vinyl Team | Quick-Step Alpha Vinyl Team | Quick-Step Alpha Vinyl Team | Groupama-FDJ                       | Groupama-FDJ                       | Groupama-FDJ                       |
| N°                 | Ciclista               | Clas.              | N°                          | Ciclista                    | Clas.                       | N°                                 | Ciclista                           | Clas.                              |
| 61                 | Matej Mohorič          | R                  | 71                          | Andrea Bagioli              | 3°                          | 81                                 | Antoine Duchesne                   | 70°                                |
| 62                 | Pello Bilbao           | 9°                 | 72                          | Josef Černý                 | R                           | 82                                 | David Gaudu                        | 5°                                 |
| 63                 | Damiano Caruso         | 45°                | 73                          | Mikkel Honoré               | 11°                         | 84                                 | Lewis Askey                        | 68°                                |
| 64                 | Hermann Pernsteiner    | 27°                | 74                          | James Knox                  | R                           | 85                                 | Anthony Roux                       | 59°                                |
| 65                 | Jonathan Milan         | R                  | 75                          | Mauro Schmid                | 6°                          | 86                                 | Michael Storer                     | 31°                                |
| 66                 | Jan Tratnik            | 36°                | 76                          | Stan Van Tricht             | 52°                         | 87                                 | Attila Valter                      | 18°                                |
| 67                 | Matevž Govekar         | R                  | 77                          | Mauri Vansevenant           | 42°                         |                                    |                                    |                                    |
| Cofidis            | Cofidis                | Cofidis            | Lotto Soudal                | Lotto Soudal                | Lotto Soudal                | Team BikeExchange-Jayco            | Team BikeExchange-Jayco            | Team BikeExchange-Jayco            |
| N°                 | Ciclista               | Clas.              | N°                          | Ciclista                    | Clas.                       | N°                                 | Ciclista                           | Clas.                              |
| 91                 | Guillaume Martin       | 23°                | 101                         | Sébastien Grignard          | 74°                         | 111                                | Michael Matthews                   | 13°                                |
| 92                 | Ion Izagirre           | 63°                | 102                         | Carlos Barbero              | 50°                         | 112                                | Alexandre Balmer                   | 39°                                |
| 93                 | Alexandre Delettre     | R                  | 103                         | Matthew Holmes              | R                           | 113                                | Kevin Colleoni                     | 44°                                |
| 94                 | Eddy Finé              | R                  | 104                         | Viktor Verschaeve           | 72°                         | 114                                | Damien Howson                      | R                                  |
| 95                 | Wesley Kreder          | R                  | 105                         | Sylvain Moniquet            | 26°                         | 115                                | Tanel Kangert                      | R                                  |
| 96                 | André Carvalho         | R                  | 106                         | Harm Vanhoucke              | 58°                         | 116                                | Jan Maas                           | R                                  |
| 97                 | Hugo Toumire           | 76°                | 107                         | Florian Vermeersch          | R                           | 117                                | Nick Schultz                       | R                                  |
| Trek-Segafredo     | Trek-Segafredo         | Trek-Segafredo     | Movistar Team               | Movistar Team               | Movistar Team               | Israel-Premier Tech                | Israel-Premier Tech                | Israel-Premier Tech                |
| N°                 | Ciclista               | Clas.              | N°                          | Ciclista                    | Clas.                       | N°                                 | Ciclista                           | Clas.                              |
| 121                | Jasper Stuyven         | 62°                | 131                         | Alex Aranburu               | 22°                         | 141                                | Hugo Houle                         | R                                  |
| 122                | Tony Gallopin          | R                  | 132                         | Jorge Arcas                 | 51°                         | 142                                | Guillaume Boivin                   | 37°                                |
| 123                | Alexander Kamp         | 57°                | 133                         | Iván García Cortina         | R                           | 143                                | Simon Clarke                       | 35°                                |
| 124                | Jacopo Mosca           | R                  | 134                         | Juri Hollmann               | R                           | 144                                | Jakob Fuglsang                     | 28°                                |
| 125                | Quinn Simmons          | R                  | 135                         | Gorka Izagirre              | 38°                         | 145                                | Krists Neilands                    | R                                  |
| 126                | Toms Skujiņš           | 12°                | 136                         | William Barta               | 55°                         | 146                                | Giacomo Nizzolo                    | R                                  |
| 127                | Otto Vergaerde         | R                  | 137                         | Oier Lazkano                | 33°                         | 147                                | Sep Vanmarcke                      | 15°                                |
| Team DSM           | Team DSM               | Team DSM           | EF Education-EasyPost       | EF Education-EasyPost       | EF Education-EasyPost       | Astana Qazaqstan Team              | Astana Qazaqstan Team              | Astana Qazaqstan Team              |
| N°                 | Ciclista               | Clas.              | N°                          | Ciclista                    | Clas.                       | N°                                 | Ciclista                           | Clas.                              |
| 151                | Romain Bardet          | 8°                 | 161                         | Magnus Cort Nielsen         | 61°                         | 171                                | Joseph Dombrowski                  | R                                  |
| 152                | Søren Kragh Andersen   | R                  | 162                         | Alberto Bettiol             | 47°                         | 172                                | Manuele Boaro                      | R                                  |
| 153                | Romain Combaud         | 54°                | 163                         | Simon Carr                  | 60°                         | 173                                | Fabio Felline                      | R                                  |
| 154                | Nils Eekhoff           | R                  | 164                         | Ruben Guerreiro             | 24°                         | 174                                | Antonio Nibali                     | R                                  |
| 155                | Andreas Leknessund     | 53°                | 165                         | Andrea Piccolo              | R                           | 175                                | Christian Scaroni                  | R                                  |
| 156                | Martijn Tusveld        | R                  | 166                         | Neilson Powless             | R                           | 176                                | Simone Velasco                     | 32°                                |
| 157                | Pavel Bittner          | R                  | 167                         | Jens Keukeleire             | R                           | 177                                | Andrej Zejc                        | 29°                                |
| Team Arkéa-Samsic  | Team Arkéa-Samsic      | Team Arkéa-Samsic  | TotalEnergies               | TotalEnergies               | TotalEnergies               | Selezione canadese                 | Selezione canadese                 | Selezione canadese                 |
| N°                 | Ciclista               | Clas.              | N°                          | Ciclista                    | Clas.                       | N°                                 | Ciclista                           | Clas.                              |
| 181                | Warren Barguil         | 10°                | 191                         | Peter Sagan                 | R                           | 202                                | Nicolas Côté                       | R                                  |
| 182                | Winner Anacona         | R                  | 192                         | Maciej Bodnar               | R                           | 203                                | Thomas Schellenberg                | R                                  |
| 183                | Benjamin Declercq      | R                  | 193                         | Fabien Doubey               | R                           | 204                                | Matteo Dal-Cin                     | R                                  |
| 184                | Matis Louvel           | 67°                | 194                         | Pierre Latour               | 19°                         | 205                                | Carson Miles                       | R                                  |
| 185                | Laurent Pichon         | 49°                | 195                         | Daniel Oss                  | R                           | 206                                | Quentin Cowan                      | R                                  |
| 186                | Alan Riou              | R                  | 196                         | Paul Ourselin               | 48°                         | 207                                | Nicolas Rivard                     | R                                  |
| 187                | Louis Barré            | 43°                | 197                         | Anthony Turgis              | R                           |                                    |                                    |                                    |